# Et sommereventyr
«Et sommereventyr» —en español: «Un cuento de verano»— es una canción compuesta por Arne Larsen, publicada en 1960 e interpretada en noruego por Nora Brockstedt. Participó en la primera edición del Melodi Grand Prix.

## Festival de Eurovisión

### Melodi Grand Prix 1960
Esta canción participó en el Melodi Grand Prix, celebrado en dos ocasiones ese año —la semifinal en el 2 de febrero y la final, presentada por Erik Diesen y Odd Gythe, el 20 de febrero—. La canción fue interpretada en tercer lugar el día de la semifinal por Inger Jacobsen, precedida por ella misma con «Den dag du kommer» y seguida por Jens Book-Jenssen con «Frøken Alfabet». Finalmente, quedó en tercer puesto de 11, con 32 puntos y pasando así a la final.
El día de la final, la canción fue interpretada en cuarto lugar por Elisabeth Granneman, precedida por Siss Hartmann con «En drøm er alt» y seguida por Per Müller con «Frøken Alfabet», finalizando en un cuarto puesto de 6 con 74 puntos.